# Дамара
Дамара (дама, гірські дамара; самоназва:! Uinida; гереро: ozonduka; африкаанс: klippkaffer) — етнічна група на півночі центральної Намібії (Дамараленд), що говорить мовою нама. Основне заняття — скотарство. Помітно відрізняються від нама антропологічно (суть Негроїди).
Назва дамара походить від слова «негри» мовою нама (daman).
Походження дамара продовжує залишатися загадкою. На думку більшості дослідників дамара є одними з перших мешканців Намібії, поряд з бушменами, що жили тут до приходу готтентотів з півдня і банту з півночі. Проте поки неясно ні якою мовою говорили дамара раніше, ні коли й чому вони перейшли на мову готтентотів — нама. На основі дослідження лексики, передбачається, що раніше дамара говорили мовою гілки чу-кхве («старо-дамарської»), на яких зараз говорять частину бушменів Ботсвани і Намібії, після чого були нерівномірно намаїзовані. Якщо на півночі дамара говорять на відокремлених говірках (ч'акхой, л'ауб, сесфонтейн) мови нама, то в центральному регіоні їхня мова зазнала сильнішого впливу власне нама і входить тепер в центральну діалектну зону разом з діалектами самих нама.
З середини XVIII століття на землях дамара оселилися гереро, з якими вони жили мирно. На початку XX століття багато гереро були винищені, але і зараз їх досить багато серед дамара. Традиційно виділяються племена (! Haoti), ділення на які не збігаються з діалектним поділом. У районі Віндгука і на схід територія дамара перетинається з нама.